# 나경민 (야구인)
나경민(羅炅珉, 1991년 12월 12일 ~ )은 전 KBO 리그 롯데 자이언츠의 외야수이자, 전 KBO 리그 롯데 자이언츠의 잔류군 타격코치이다.

## 선수 시절

### 미국 프로야구 시절

#### 시카고 컵스시절
2009년에 입단하였다.

#### 샌디에이고 파드리스시절
2012년에 입단하였다.

### 한국 프로야구 시절

#### 롯데 자이언츠시절
2016년 신인 드래프트에서 3라운드 지명을 받고 입단하였다.

## 야구선수 은퇴 후
2020년부터 롯데 자이언츠의 2군 외야/주루코치로 활동했다. 원래 플레잉코치로 활동하기로 했으나 부상으로 인해 시즌 중 코치로 완전히 전향했다.

## 출신 학교
- 서울둔촌초등학교
- 잠신중학교
- 덕수고등학교

## 통산 기록
| 연도 | 팀명  | 타율  | 경기 | 타수 | 득점 | 안타 | 2루타 | 3루타 | 홈런 | 루타 | 타점 | 도루 | 도실 | 볼넷 | 사구 | 삼진 | 병살 | 실책 |
| ---- | ----- | ----- | ---- | ---- | ---- | ---- | ----- | ----- | ---- | ---- | ---- | ---- | ---- | ---- | ---- | ---- | ---- | ---- |
| 2016 | 롯데  | 0.232 | 35   | 56   | 13   | 13   | 2     | 0     | 0    | 15   | 3    | 3    | 3    | 8    | 0    | 18   | 0    | 1    |
| 2017 | 롯데  | 0.256 | 97   | 117  | 37   | 30   | 5     | 2     | 1    | 42   | 11   | 20   | 3    | 7    | 2    | 37   | 1    | 0    |
| 2018 | 롯데  | 0.263 | 87   | 57   | 23   | 15   | 2     | 0     | 0    | 17   | 1    | 12   | 4    | 10   | 3    | 21   | 0    | 0    |
| 2019 | 롯데  | 0.200 | 45   | 45   | 10   | 9    | 0     | 2     | 0    | 13   | 7    | 2    | 0    | 3    | 1    | 12   | 0    | 0    |
| 통산 | 4시즌 | 0.244 | 264  | 275  | 83   | 67   | 9     | 4     | 1    | 87   | 22   | 37   | 10   | 28   | 6    | 88   | 1    | 1    |